# Camundongo-asteca
Peromyscus aztecus, também conhecido como camundongo asteca, é uma espécie de roedor da família Cricetidae. Ocorre em algumas regiões da América Central.

## Hábitat
O Peromyscus aztecus ocorre em regiões temperadas e montanhosas. Prefere viver nos limites das florestas úmidas em terras altas. Seu hábitat são normalmente terras entre 500 m e 3200 m de altitude, em relação ao nível do mar. Pode viver também em plantações de cana-de-açúcar e café.

## Alimentação
É principalmente insetívoro. Alimenta-se de formigas, grilos, besouros e carunchos. Também come algumas sementes (em especial do gênero Solanum) e vegetais.

## Distribuição
A espécie ocorre em algumas regiões disjuntas entre si: no centro de Veracruz e de Guerrero, em Oaxaca e no leste de Chiapas, além de Guatemala, Honduras e El Salvador.

## Estado de conservação
O camundongo asteca não está ameaçado de extinção. Seu estado de conservação é pouco preocupante porque a espécie tem grande área de distribuição, possivelmente uma grande população e tolera vários tipos hábitats. Como habita áreas de proteção ambiental e aparentemente não sofre nenhum tipo de ameaça, é pouco provável que sua população entre em declínio.